# GAZ–61
A GAZ–61 (oroszul: ГАЗ–61) szovjet 4×4-es hajtásképletű, ötszemélyes, növelt terepjáró képességű személygépkocsi, melyet a Gorkiji Autógyár (GAZ) gyártott kis mennyiségben 1941–1943 között.

## Története
A járművet Vitalij Gracsov vezetésével a GAZ tervezőirodájában tervezték 1939-ben a nem túl sikeres, háromtengelyes GAZ–21-es utódaként. Sebességváltóját a GAZ–AA-ból vették. A prototípusa a GAZ–11–40 nyitott, ponyvás karosszériájával készült, amelyhez egy összkerékhajtású alvázat szerkesztettek. A mellső hídnál a hajtott és kormányzott elülső kerekekhez kezdetben Rzeppa-csuklót, később Bendix–Weiss-csuklót használtak. A járműbe először a GAZ–M–1-ben is használt 40 LE-s GAZ–M motort építették. Ez azonban gyengének bizonyult, ezért 1939 nyarán ezt lecserélték a hathengeres, 50 LE-s GAZ–11-es motorra. Sorozatban azonban nem gyártották, csak néhány példány készült belőle, amelyeket 1939–1940-ben teszteltek. A Vörös Hadsereg vezérkaránál használt példányokra 1941-ben zárt karosszéria került.
A jármű alvázára később a GAZ–11–73-as zárt, teljesen fémből készült karosszériáját építették. Az erőátvitel és a motor is a GAZ–11–73-ból származott. A járműhöz lényegében a mellső hídban tért el és a radiátor volt más, illetve megtartották a GAZ–AA-ból . Ezt a változatot kis mennyiségben 1941-től 1943-ig sorozatban gyártották. A járművet a Vörös Hadsereg vezérkarában a felső vezetés használta. Ilyen szolgálati járműve volt többek között Rokosszovszkij, Zsukov és Konyev marsallnak is. 1945-ben egy ilyen járműben kapott halálos repeszsérülést a 3. belarusz front parancsnoka, Csernyahovszkij hadseregtábornok Königsberg mellett. A járművek többsége katonai terepszínű festést kapott.
Két speciális változatát is kialakították. A platós kisteherszállító változat csak prototípus szintjén maradt, a nyotott felépítményű könnyű tüzérségi vontató változatából kis mennyiséget gyártottak. Az 1940–1945 közötti gyártási időszak alatt összesen 238 db GAZ–61-es készült.

## Jellemzői
A személygépkocsikon alapuló konstrukció miatt  a jármű nagy tengelytávja és a magas felépítményből eredő magas súlypont csak korlátozott terepjáró képességeket biztosított a járműnek.
Üzemanyagtartálya 60 literes. Átlagfogyasztása közúton 14 l/100 km, terepen 22 l/100 km volt. Egy üzemanyagtankkal közúton 375 km-t, terepen 200 km-t tehetett meg.

## Típusváltozatok
- GAZ–61–40 – Nyitott karosszériával, ponyvatetővel készített alapváltozat. Csak néhány darab készült. 1942-ben átalakították zárt karosszériájúvá. Összesen 6 db készült.
- GAZ–61–73 – Zárt karosszériával készült változat. A felépítmény a GAZ–M–1-ből, illetve annak GAZ–11–73-as változatából származik. Ez volt a legnagyobb darabszámú változat, összesen 194 db-t készítettek belőle.
- GAZ–61–415 – 1940-ben tervezett kisteherszállító változat. Csak két darab példány készült.
- GAZ–61–417 – Könnyű tüzérségi vontató. 36 darabot gyártottak belőle.

## Műszaki adatok (GAZ–61–73)
- Tömeg:
  - Üres tömeg: 1320 kg
  - Teljes tömeg: 1650 kg
- Geometriai méretek:
  - Hossz: 4670 mm
  - Szélesség: 1750 mm
  - Magasság 1905 mm
- Tengelytáv: 2845 mm
- Mellső nyomtáv: 1440 mm
- Hátsó nyomtáv: 1440 mm
- Fordulókör sugara: 6,75 m
- Motor: GAZ–11
- Motorteljesítmény: 50 LE (3600 1/perc fordulatszámnál)
- Hengerűrtartalom:  3485 cm³
- Legnagyobb sebesség: 107 km/h